# Gnathostomula arabica
Gnathostomula arabica är en djurart som tillhör fylumet käkmaskar, och som beskrevs av Riedl 1971. Gnathostomula arabica ingår i släktet Gnathostomula och familjen Gnathostomulidae.
Artens utbredningsområde är Röda havet. Inga underarter finns listade i Catalogue of Life.